# Оккультная философия
«Окку́льтная филосо́фия» (лат. De Occulta Philosophia Libri III, также переводится как «О сокровенной философии», «О тайной философии», «Три книги сокрытой философии») — сочинение мистико-натурфилософского характера, главный трактат немецкого философа Корнелия Агриппы, опубликованный в 1531 году. Состоит из трёх книг, каждая из которых посвящена отдельному виду магии.

## Содержание
В русле магико-герметической традиции эпохи Возрождения Агриппа описал магию как учение о взаимосвязи вещей. Магию называл подлинной философией, различал три её вида: натуральную, небесную и церемониальную (что соответствуют делению философии на физику, математику и теологию), которые соответствуют трём мирам (mundis): мир элементов, небесный мир и умопостигаемый (intellectualis) мир. В описании мира элементов Агриппа заимствовал античное учение о четырёх стихиях. Значительную роль в классификации мира для Агриппы имели планеты. В своей третьей книге сочинения Libri tres de occulta philosophia (Три книги сокрытой философии) немецкий маг и алхимик сообщает о тайном языке ведьм и оккультистов. Алфавит был составлен неким Гонорием Фиванским, в связи с чем другим его названием является руны Гонория (хотя знаки этого алфавита не являются родственными скандинавскому руническому письму).
В 2025 г. вышел полный русский научный перевод книги под названием «Три книги тайной философии» в переводе Д. А. Зеленина (изд-во «Академия исследований культуры»).

## См.также
- Магико-герметическая традиция эпохи Возрождения